# Кастанија (Кожани)
Кастанија (грч. Καστανιά) је насељено место у општини Сервија у периферији Западна Македонија, Грчка. Према попису из 2021. године био је 61 становник.
Насеље је 1913. године имало 861 житеља Грка. Српски историчар Спиридон Гопчевић, 1890. године бележи да је Кастаница (Кастанија) хеленизовано словенско село.